# Iqbal
Iqbal (arabisch إقبال, DMG iqbāl) ist ein arabischer hauptsächlich männlicher, vereinzelt aber auch weiblicher Vor- und Familienname mit der Bedeutung „Annäherung, Hinwendung, Zuspruch, Glück“.

## Namensträger

### Vorname
- Iqbal Khan (* 1976), Schweizer Bankmanager
- Iqbal Masih (1982–1995), pakistanisches Mordopfer
- Iqbal Sacranie (* 1951), britischer islamischer Funktionär

### Familienname
- Abdullah Iqbal (* 2002), pakistanischer Fußballspieler
- Ahmad Shekib Iqbal (* 1995), afghanischer Badmintonspieler
- Asad Iqbal (* 1986), pakistanischer Leichtathlet
- Asjad Iqbal (* 1980/81), pakistanischer Snookerspieler
- Javaid Iqbal (* 1946), pakistanischer Richter
- Javed Iqbal (Badminton) (* um 1950), pakistanischer Badmintonspieler
- Javed Iqbal (Serienmörder) (1956–2001), pakistanischer Serienmörder
- Javed Iqbal Ramday, pakistanischer General und Hochschullehrer
- Javid Iqbal, Vater von Shazad Latif, welcher diesen Namen als Pseudonym im Abspann von Star Trek: Discovery verwendete.
- Javid Iqbal (* 1924), pakistanischer Philosoph und Richter
- Jawaid Iqbal (* 1972), pakistanischer Cricketspieler
- Jawed Iqbal, pakistanischer Cartoonist
- Muhammad Iqbal (1877–1938), indo-muslimischer Dichter und Mystiker
- Muhammad Iqbal (Leichtathlet) (* 1927), pakistanischer Hammerwerfer
- Nabihah Iqbal (* 1988), britische Musikerin, Komponistin, Sängerin und DJ
- Nadeem Iqbal (* 1983), indischer Skilangläufer
- Nasir Iqbal (* 1994), pakistanischer Squashspieler
- Rao Sikandar Iqbal (1943–2010), pakistanischer Politiker
- Sadia Iqbal (* 1995), pakistanische Cricketspielerin
- Zafar Iqbal (* 1956), indischer Hockeyspieler
- Zain Iqbal (* 1998), britischer Schauspieler
- Zidane Iqbal (* 2003), irakisch-pakistanischer Fußballspieler

## Weiteres
- Allama Iqbal International Airport, Flughafen nahe Lahore in Pakistan
- Iqbal (Film), indischer Film von 2005